# Герб Тростянецького району (Вінницька область)
Герб Тростяне́цького райо́ну — офіційний символ Тростянецького району, затверджений 26 вересня 2007 р. рішенням сесії районної ради.

## Опис
Щит перетятий лазуровою нитяною хвилястою балкою. На верхньому пурпуровому полі золоте шістнадцятипроменеве сонце з людським обличчям; на нижньому зеленому срібний лебідь, що злітає. Над щитом на срібній планці напис «Тростянецький район». Щит обрамлено золотим пшеничним колоссям, зеленим дубовим листям і червоними кетягами калини, обвитими синьо-жовтою стрічкою.